# Winterville (Georgia)
Winterville – miasto w Stanach Zjednoczonych, w stanie Georgia, w hrabstwie Clarke.